# Flair Airlines
Plane and simple
Flair Airlines est une compagnie aérienne à bas prix canadienne basée à l’aéroport international d’Edmonton.

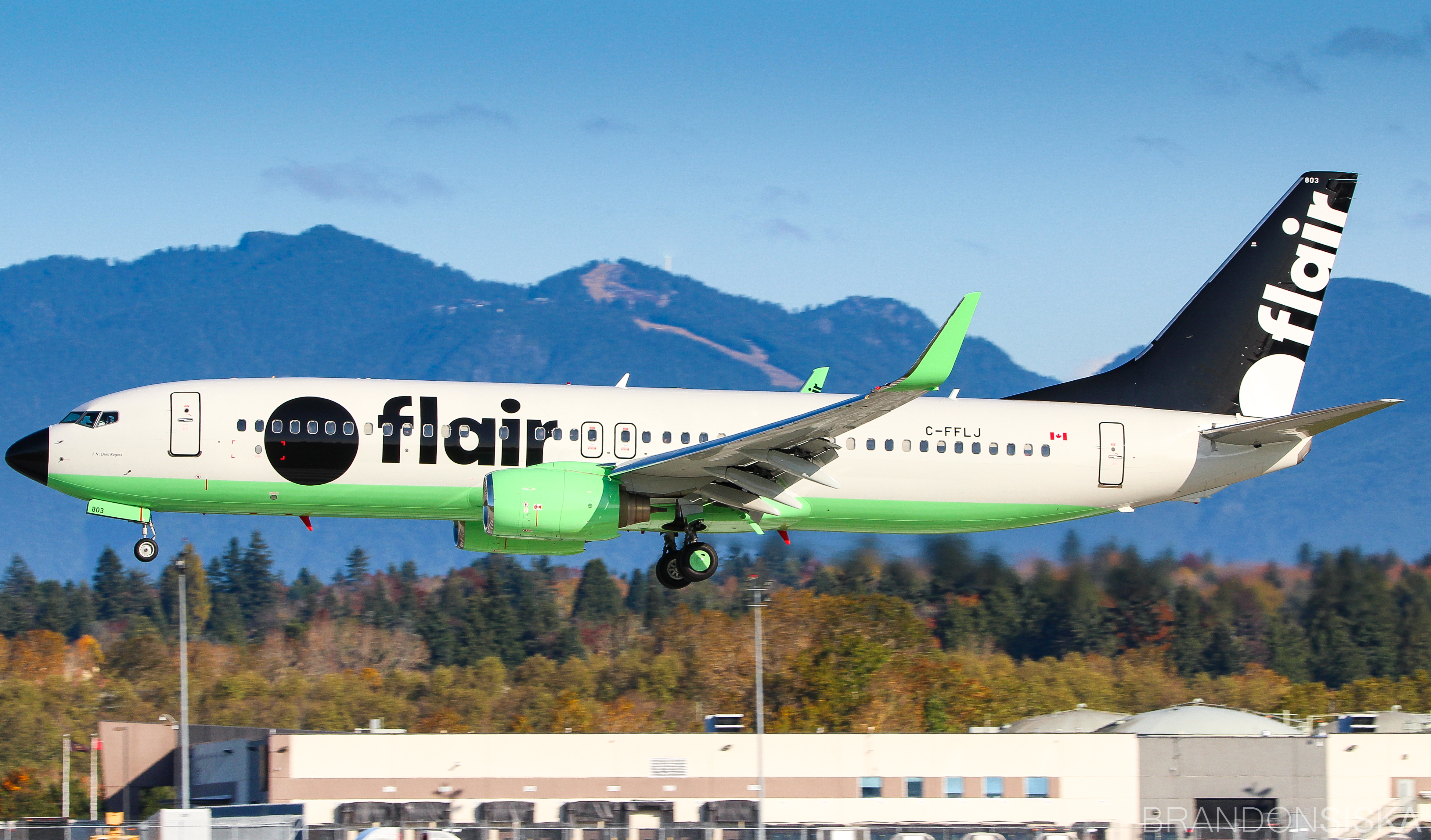
Boeing 737-800 de Flair Airlines

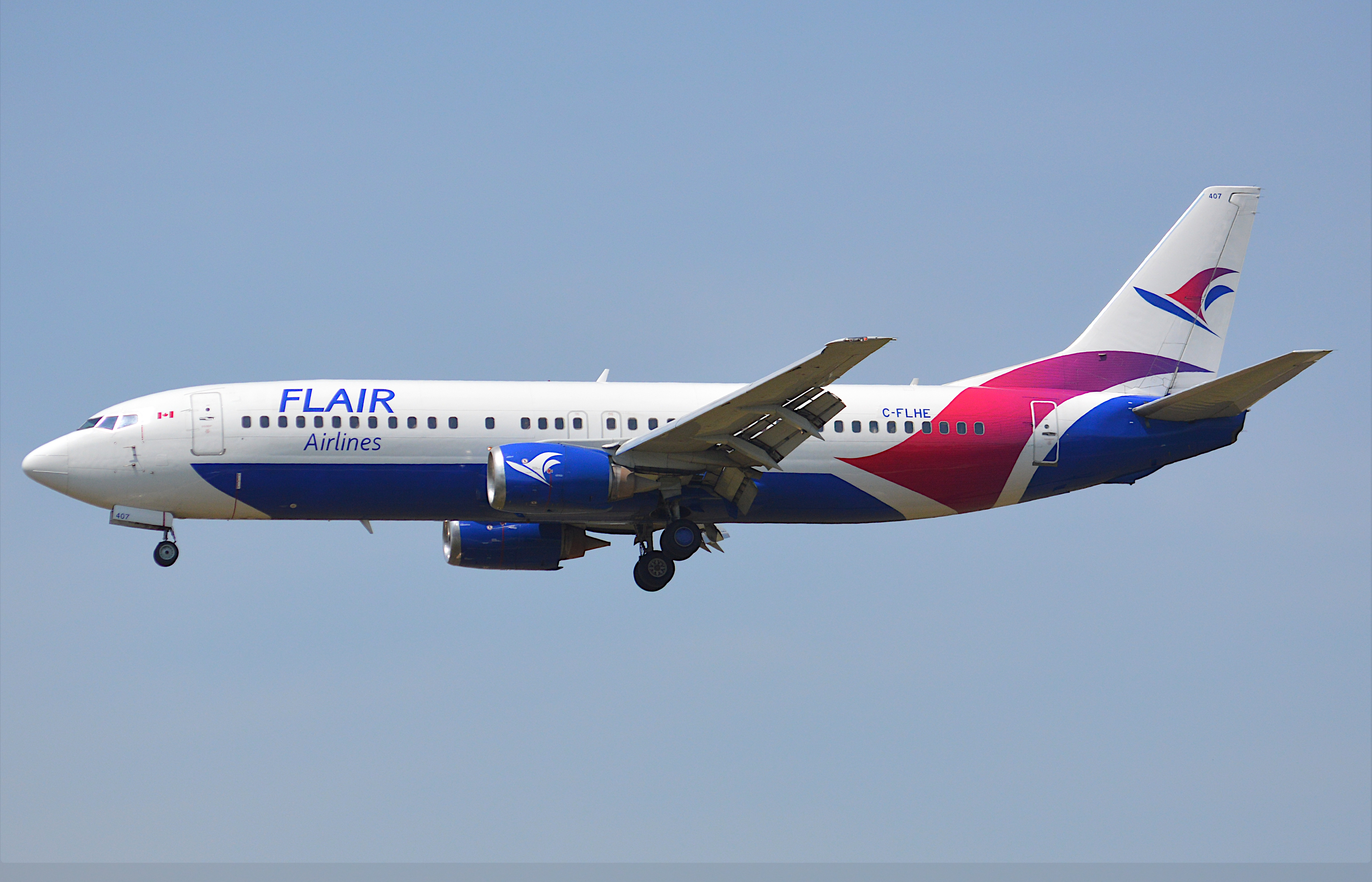
Un ancien Boeing 737-400 de Flair Airlines

## Histoire
Fondée en 2005, elle était originellement basée à Kelowna sous le nom de Flair Air et était une compagnie aérienne de nolisement. Elle commence donc ses opérations en 2006 avec deux Boeing 727-200, un en configuration cargo et un autre en configuration passagers. Le premier contrat majeur de nolisement obtenu par Flair Air était de transporter du cargo et des passagers entre Cuba et le Canada. Par la suite, ils ont décroché un autre contrat majeur avec la compagnie canadienne d’essence Shell afin de transporter du matériel au nord de Fort McMurray pour le projet Albian Sands. En 2008, ils ont remplacé leurs deux Boeing 727-200 par trois Boeing 737-400. Durant le contrat avec Shell de 2007 à 2010, Flair Air a transporté plus de 10 000 employés par mois partout au Canada. En 2010, le contrat prend fin. En 2013, ils réceptionnent un quatrième 737 et par la suite en 2016, un cinquième. En juin 2017 ils annoncent qu’ils vont se renommer Flair Airlines et qu'ils vont assurer leur premier vol commercial la même année avec deux 737 supplémentaires.
La compagnie a décidé en 2020 de desservir de nouvelles destinations à partir d'août, comme Prince George, Fort McMurray, Regina, Saskatoon et Victoria. En totalité, elle dessert 11 destinations.
En mars 2021, elle annonce le lancement de vols au départ de Montréal vers Toronto, Vancouver, Halifax et Abbotsford, ainsi que d'autres nouvelles lignes a travers le Canada, dès le 1er juillet 2021. Ces vols seront opérés avec les nouveaux  Boeing 737 Max de la compagnie. La compagnie a pour objectif de compter 50 appareils dans sa flotte d'ici 5 ans.
En juillet 2021, elle annonce à nouveau une expansion de son réseau au départ de 8 villes canadiennes (Halifax, Montréal, Kitchener−Waterloo, Toronto, Vancouver, Calgary, Ottawa et Abbotsford) à destination de six nouvelles destinations aux États-Unis (Fort Lauderdale, Holywood-Burbank, Las Vegas, Orlando-Sanford, Palm Springs et Phoenix-Mesa).

## Destinations
| Villes                                   | Aéroports                                                     | Destinations | Notes        |
| ---------------------------------------- | ------------------------------------------------------------- | --- | ------------ |
| Abbotsford                               | Aéroport d’Abbotsford                                         | Calgary, Edmonton, Las Vegas, Montréal, Ottawa, Toronto |              |
| Calgary                                  | Aéroport de Calgary                                           | Abbotsford, Kitchener-Waterloo, Montréal, Las Vegas, Ottawa, Phoenix-Mesa, Toronto, Vancouver, Victoria, Winnipeg |              |
| Charlottetown                            | Aéroport de Charlottetown                                     | Toronto | Saisonnier   |
| Edmonton                                 | Aéroport international d'Edmonton                             | Abbotsford, Holywood Burbank (Los Angeles), Kelowna, Kitchener-Waterloo, Las Vegas, Ottawa, Palm Springs, Phoenix-Mesa, Prince-George, Toronto, Vancouver, Victoria                                                     | Hub          |
| Fort Lauderdale                          | Aéroport international de Fort Lauderdale-Hollywood           | Kitchener-Waterloo, Montréal, Ottawa, Toronto |              |
| Fort McMurray                            | Aéroport de Fort McMurray                                     | Toronto, Vancouver |              |
| Halifax (Nouvelle-Écosse)                | Aéroport international Stanfield d'Halifax                    | Kitchener-Waterloo, Montréal, Orlando-Sanford, Ottawa |              |
| Burbank (Californie) Près de Los Angeles | Aéroport Hollywood Burbank                                    | Edmonton, Vancouver |              |
| Kelowna                                  | Aéroport international de Kelowna                             | Edmonton, Ottawa, Toronto |              |
| Las Vegas                                | Aéroport international McCarran de Las Vegas                  | Abbotsford, Calgary, Edmonton, Ottawa, Toronto, Vancouver |              |
| Montréal                                 | Aéroport international Pierre-Elliott-Trudeau de Montréal     | Abbotsford, Fort Lauderdale, Orlando-Sanford, Toronto, Vancouver, Halifax |              |
| Orlando (Floride)                        | Aéroport d'Orlando-Sanford                                    | Halifax, Kitchener-Waterloo, Montréal, Ottawa, Toronto |              |
| Ottawa                                   | Aéroport international Macdonald-Cartier d'Ottawa             | Abbotsford,Calgary, Edmonton, Fort Lauderdale, Kelowna, Las Vegas, Orlando-Sanford, Toronto, Vancouver, Winnipeg |              |
| Palm Springs (Californie)                | Aéroport international de Palm Springs                        | Edmonton, Vancouver |              |
| Phoenix (Arizona)                        | Aéroport de Phoenix-Mesa-Gateway                              | Calgary, Edmonton, Toronto, Vancouver |              |
| Prince George (Colombie-Britannique)     | Aéroport de Prince George                                     | Edmonton, Vancouver |              |
| Regina                                   | Aéroport international de Regina                              | Toronto, Vancouver |              |
| Saint-Jean (Nouveau-Brunswick)           | Aéroport de Saint-Jean                                        | Toronto |              |
| Saskatoon                                | Aéroport John G. Diefenbaker                                  | Toronto, Vancouver |              |
| Thunder Bay (Ontario)                    | Aéroport international de Thunder Bay                         | Toronto |              |
| Toronto                                  | Aéroport international Pearson de Toronto                     | Abbotsford, Calgary, Charlottetown, Edmonton, Fort Lauderdale, Fort McMurray, Kelowna, Las Vegas, Montréal, Orlando-Sanford, Ottawa, Phoenix-Mesa, Regina, Saskatoon, Saint-Jean (NB), Thunder Bay, Vancouver, Winnipeg |              |
| Vancouver                                | Aéroport international de Vancouver                           | Abbotsford, Calgary, Edmonton, Fort McMurray, Holywood Burbank (Los Angeles), Kitchener-Waterloo, Las Vegas, Montréal, Ottawa, Palms Springs, Phoenix-Mesa, Prince-George, Regina, Saskatoon, Winnipeg                  |              |
| Victoria (Colombie-Britannique)          | Aéroport international de Victoria                            | Calgary, Edmonton, Kitchener-Waterloo |              |
| Municipalité régionale de Waterloo       | Aéroport de Kitchener-Waterloo                                | Calgary, Edmonton, Fort Lauderdale, Halifax, Orlando-Sanford, Vancouver, Victoria, Winnipeg |              |
| Winnipeg                                 | Aéroport international James Armstrong Richardson de Winnipeg | Calgary, Ottawa, Toronto, Vancouver |              |
| Québec                                   | Aéroport international Jean-Lesage de Québec                  | Halifax, Edmonton | Juillet 2023 |

## Flotte

### Flotte actuelle
La flotte de Flair Airlines est constituée de la manière suivante à la date du 28 décembre 2021 :

### Flotte historique
La compagnie a par le passé exploité les avions suivants :
- Boeing 737-400
- Dornier 328
- Embraer 175